# Кузьмин, Григорий Петрович
Кузьмин Григорий Петрович (1916, г. Царицын — 16 августа 1993, г. Волгоград) — советский энергетик, Герой Социалистического Труда.

## Биография
Григорий Петрович Кузьмин родился в рабочей семье в г. Царицын. Закончил среднюю школу, после чего работал на гидроэлектростанции. С октября 1937 два года служил в Красной Армии.
С октября 1941 года участвовал в Великой Отечественной войне. Старший оружейный мастер 308-го артиллерийского полка 144-й стрелковой дивизии. Прошёл войну от обороны Москвы до взятия Кёнинсберга. В августе 1945 году принял участие в борьбе с Японией в Харбино-Гиринской наступательной операции. Награждён медалью "За боевые заслуги" , Орденом Красной Звезды, Орденом Отечественной войны II степени.
После демобилизации вернулся к работе на Сталинградской гидроэлектростанции, со временем стал старшим мастером котельно-турбинного цеха. По итогам семилетки 1959-1965 гг. бригада Григория Петровича стала первой, проработав весь период без аварий, за что ему было присвоено звание Героя Социалистического Труда.

## Награды[4]
- Медаль «За боевые заслуги» (18.02.1944)
- Медаль «За оборону Москвы» (01.05.1944)
- Орден Красной Звезды (26.10.1944)
- Орден Отечественной войны II степени (24.04.1945)
- Медаль «За отвагу» (24.04.1945)
- Медаль «За взятие Кенигсберга» (09.06.1945)
- Медаль «За победу над Японией» (30.09.1945)
- Орден Ленина (4.10.1966)[1]
- Золотая медаль "Серп и молот" (4.10.1966)[1]